# Jair Benítez
Jair Benítez (Jamundí, 12 gennaio 1979) è un ex calciatore colombiano, di ruolo centrocampista.